# Enseignant vacataire
Dans l'enseignement supérieur français, les enseignants vacataires sont régis par le décret 87-889 modifié. 
Cette activité vient normalement en complément d'une activité principale rémunérée et n'inclut pas les droits sociaux associés à un emploi habituel. Ce statut permet toutefois de déroger à l'obligation d'un emploi principal, sans compenser ces droits sociaux. 
Ce décret permet que des professionnels non enseignants puissent assurer des cours. Les vacataires d'enseignement sont aussi appelés intervenants extérieurs. Une part d'enseignement réalisé par des professionnels est obligatoire dans les diplômes de 3e cycle et dans les diplômes techniques des IUT.

## Types de vacataires d'enseignement
Il existe deux types de vacataires : les chargés d'enseignement vacataires et les agents temporaires vacataires. 
Les chargés d'enseignement vacataires doivent posséder une activité principale, par exemple en tant que salarié du privé pour  plus de 900 heures annuelles (ou 300 heures d'enseignement ou de formation[réf. nécessaire]), chef d'entreprise ou travailleur indépendant. Ils peuvent assurer des cours magistraux (CM), des travaux dirigés (TD) ou des travaux pratiques (TP). Lorsqu'ils sont recrutés parmi les fonctionnaires mentionnés à l'article 25-1 de la loi n°82-610 du 15 juillet 1982 d'orientation et de programmation pour la recherche et le développement technologique de la France, ils ne peuvent assurer plus de 64 heures de cours, 96 heures de travaux dirigés ou 144 de travaux pratiques annuellement, ou toute combinaison équivalente. Cette activité supplémentaire n'est pas contractualisée systématiquement.
Les agents temporaires vacataires sont inscrits en vue de la préparation d'un doctorat. Ils sont alors autorisés à déroger à l'obligation d'avoir une activité principale pour effectuer des vacations. Il peut également s'agir de retraités de moins de 67 ans. Ils peuvent assurer des travaux dirigés ou des travaux pratiques. Leur service ne peut au total excéder annuellement, dans un ou plusieurs établissements, 96 heures de travaux dirigés ou 144 heures de travaux pratiques ou toute combinaison équivalente. L'article 5 du décret 87-889 les libère de toute obligation de service liée à leur enseignement, telles que le contrôle des connaissance.
De plus, selon l'article 3 du décret 83-1175, des vacataires ou des personnels titulaires extérieurs peuvent bénéficier d'un contrat d'au maximum trois ans en vue de dispenser un enseignement sous forme de cours ou de travaux dirigés. Ce contrat est conclu par le chef d'établissement après avis du Conseil Scientifique.
Cette activité n'est pas payée selon la durée du travail effectué mais à la tâche, une fois le service accompli. Elle n'ouvre pas droit aux congés payés, à la formation, ne permet pas d’évolution de carrière ou de compléments obligatoires de rémunération (heures complémentaires par exemple). Elle ne donne pas lieu non plus à des cotisations pour l'assurance maladie et l'assurance vieillesse,.

## Rémunération
La rémunération des agents temporaires vacataires et des chargés d'enseignement vacataires est indépendante des diplômes et de l'expérience de ceux-ci et il n'y a aucune prise en compte de l'ancienneté. La paye est calculée selon le nombre d'heures d'enseignement en présence des étudiants réellement effectuées (1h CM = 1,5h TD ; 1h TD = 1,5h TP ou 1h selon le statut depuis le décret n°2009-460 du 23 avril 2009 qui a instauré l'équivalence des heures de TD et de TP pour les enseignants-chercheurs titulaires, mais pas pour les attachés temporaires, ni pour les chargés d'enseignements vacataires) et selon le taux horaire fixé par arrêté ministériel, et indexé sur l'indice de la fonction publique depuis 2004. Le 1er février 2017, la rémunération horaire est de 41,41 € brut pour des TD,.
Des associations se plaignent que les enseignants vacataires soient payés en dessous du SMIC horaire,, si l'on ramène la rémunération de l'heure de TD à l'heure de travail effectif,,,. 
Le paiement est effectué service fait et selon les universités, il peut être mensuel (très rare), trimestriel, semestriel ou annuel. En avril 2017, le secrétaire d'État chargé de l'enseignement supérieur et de la recherche Thierry Mandon demande par une circulaire aux responsables d'établissement et rectorats de viser un paiement mensuel des vacations. La Loi de programmation de la recherche introduit à son article 11 le paiement mensuel de tous les vacataires avant le 1er septembre 2022. Néanmoins, le directeur général des ressources humaines des ministères de l'éducation, de la jeunesse et des sports et de l'enseignement supérieur et de la recherche publie le 4 juillet 2022 une note DGRH-I2022-001640 qui invite les rectorats et responsables d'établissements à identifier les vacataires qui perçoivent une rémunération inférieure à 4 000 € par an pour les mensualiser. Le Conseil d'État est saisi les 17 avril et 10 octobre 2023 par la Fédération Sud Éducation, et ouvre droit à une poursuite du ministère pour excès de pouvoir, annule cette note, mais n'impose pas au ministère d'informer ses destinataires de son annulation. 

## Budget
En 2007, 1,9 million d'heures complémentaires ont été rémunérées sur le budget des établissements pour les personnels internes, 2,9 millions d'heures pour des vacataires extérieurs et 0,8 million sur le budget de la formation continue, constituant un total de 5,7 millions d'heures complémentaires sur budget propre, correspondant au service d'enseignement de 30000 enseignants-chercheurs et à un budget de 230 millions d'euros brut (hors cotisations patronales), à ceci s'ajoutent des heures complémentaires financées sur les emplois vacants de titulaires sur le budget de l'État. 
Le budget 2005 du ministère chargé de l'enseignement supérieur comprend, dans son chapitre 31-11 (Personnel enseignant et chercheurs. Rémunérations ) article 10, paragraphe 60 une somme de 7 387 020 euros de crédits pour 191 126 heures complémentaires sur emplois vacants correspondant à 802 emplois.
En 1997-1998, 183 824 heures complémentaires (45 millions de francs) ont été payés sur 725 emplois vacants (chapitre 31-11) et 5 491 144 heures (soit 1,34 milliard de francs) sur les budgets d'établissement (correspondant à ~29 000 emplois d'enseignant-chercheur).
Le système des vacations est très prisé dans l'enseignement, puisqu'il permet l'utilisation ponctuelle de compétences très spécialisées (par exemple : l'enseignement d'une langue rare quelques heures dans le mois). À certains (professeurs d'université, hauts fonctionnaires assurant quelques cours dans des institutions prestigieuses, etc.), les vacations assurent un complément de revenu. Mais pour d'autres, dont les vacations constituent une part importante de leurs maigres revenus (étudiants chargés de quelques cours), le système apparaît surtout comme une façon de les maintenir dans la dépendance en les privant d'un emploi régulier, surtout lorsque le paiement des vacations s'éternise. Selon l'ANCMSP et la CJC, le recours aux vacataires permet aux universités d'économiser jusqu'à 13 000 postes d'enseignants-chercheurs,,.

## Le statut du vacataire
Les services effectués en tant qu'agent temporaire vacataire ou chargé d'enseignement vacataire ne sont pas pris en compte comme expérience lors d'une titularisation en tant que fonctionnaire, à l'inverse des services effectués en tant que doctorant contractuel avec activité complémentaire d'enseignement. 
Seul le président de l'université a le pouvoir de recruter, bien que certains enseignants pensent pouvoir recruter par eux-mêmes leurs remplaçants ou les enseignants du diplôme qu'ils encadrent. Les vacations étant payées une fois le service effectué d'une part, et ne donnant lieu à aucun contrat d'autre part, l'accord de l'administration, idéalement écrit, est plus probant qu'un accord oral d'enseignant pour obtenir le paiement d'un enseignement.